# Qolī Lāleh-ye Pā'īn
Qolī Lāleh-ye Pā'īn (persiska: قُلی لالِۀ سُفلَ, قُلی لالِه, قُلی لالِۀ پائين, گُل لالِه, Qolī Lāleh-ye Sofla, Qolī Lāleh-ye Pā’īn, قلی لاله پائین) är en ort i Iran.   Den ligger i provinsen Hamadan, i den nordvästra delen av landet, 300 km väster om huvudstaden Teheran. Qolī Lāleh-ye Pā'īn ligger 1 724 meter över havet och antalet invånare är 403.
Terrängen runt Qolī Lāleh-ye Pā'īn är kuperad, och sluttar söderut. Runt Qolī Lāleh-ye Pā'īn är det ganska tätbefolkat, med 86 invånare per kvadratkilometer. Närmaste större samhälle är Tūyserkān, 17,3 km öster om Qolī Lāleh-ye Pā'īn. Trakten runt Qolī Lāleh-ye Pā'īn består i huvudsak av gräsmarker.